# Mesoathyreus guyanensis
Mesoathyreus guyanensis är en skalbaggsart som beskrevs av Henry Fuller Howden 2006. Mesoathyreus guyanensis ingår i släktet Mesoathyreus och familjen Bolboceratidae. Inga underarter finns listade i Catalogue of Life.